# Bojków Wąskotorowy
Bojków Wąskotorowy – zlikwidowana wąskotorowa stacja kolejowa w Bojkowie (obecnie dzielnica Gliwic) zlokalizowana w kilometrze 22,7 linii kolejowej Bytom Karb Wąskotorowy - Markowice Raciborskie Wąskotorowe. Od otwarcia do roku 1945 była elementem kolei Gliwice Trynek - Rudy - Racibórz. Po II wojnie światowej, wraz z całą tą koleją została włączona do struktur Górnośląskich Kolei Wąskotorowych. Została otwarta w 1899 roku, a zamknięta w roku 1991. W 1945 roku wkraczający na tereny Niemiec żołnierze radzieccy podpalili budynek stacji, choć nie spłonął on wtedy całkowicie. Jego odbudowy dokonano po wojnie, nie dbając jednak dostatecznie o zachowanie form architektonicznych.